# Jondalstunnelen
60°10′53.47″N 6°17′14″Ø / 60.1815194°N 6.28722°Ø
Jondalstunnelen er en vejtunnel mellem Nordrepollen,  Mauranger i Kvinnherad kommune til Torsnes i Jondal kommune i Vestland fylke i Norge. Tunnelen åbnede for trafik 7. september 2012,  et år før aftalt i kontrakten . Jondalstunnelen er med sine 10 km den næstlængste tunnel i Hordaland, kun Folgefonntunnelen på 11.150 meter er længere. Projektet Jondalstunnelen omfatter også Torsnestunnelen på 580 meter, et stykke hovedvej i Nordrepollen på 540 meter og et stykke hovedvej i Jondal på 1.485 meter.
Statens vegvesen underskrev 24. juni 2009 kontrakt med entreprenøren Kruse Smith AS om bygning af tunnelen, og arbejderne med tunnelen startede i oktober 2009. Tunnelen fik gennembrud 3. november 2011. Den blev beregnet til at koste 886 mill. kroner. 
Tunnelen knytter kommunerne på og omkring Folgefonnhalvøen tættere sammen. I sammenhæng med Folgefonntunnelen vil tunnelen kunne give grundlag for Europavej E134 som stamvej mellem Oslo og Bergen. Vejen er 40 kilometer kortere end alternative vintersikre veje (E16) mellem de to største byer i Norge; dertil er der en færge (Jondal–Tørvikbygd). 
Indtil videre er vej 107 for dårlig til at bruge  som hovedvej.